# Orthostolus germanus
Orthostolus germanus är en skalbaggsart som beskrevs av Sharp 1908. Orthostolus germanus ingår i släktet Orthostolus och familjen glansbaggar. Inga underarter finns listade i Catalogue of Life.